# Wim Wenders
Ernst Wilhelm Wenders, detto Wim (Düsseldorf, 14 agosto 1945), è un regista, sceneggiatore e produttore cinematografico tedesco.
Esponente di primo piano del Nuovo cinema tedesco, ha conosciuto il successo internazionale dirigendo pellicole quali Paris, Texas e Il cielo sopra Berlino, che gli sono valsi numerosi riconoscimenti di carattere internazionale. Palma d'oro a Cannes nel 1984, ha inoltre ricevuto l'Orso d'oro alla carriera al Festival del Cinema di Berlino nel 2015.

## Biografia

### Gli inizi
Dopo aver conseguito la maturità presso l'Humanistisches Gymnasium di Oberhausen, Wenders si iscrive alla facoltà di Medicina, decidendo di seguire le orme del padre, già medico affermato; in seguito, cambierà facoltà, frequentando per un semestre Filosofia e per quello successivo Sociologia, ma la sua forte passione per il cinema lo spingerà a interrompere gli studi universitari e a voler intraprendere la professione di regista.
Nel corso della propria carriera, otterrà tuttavia le lauree «ad honorem» nel 1989 dalla Sorbona di Parigi, nel 1995 dall'Università di Friburgo, nel 2005 dall’Università Cattolica di Lovanio e nel 2010 dall'Università degli Studi di Catania.
Nel 1966 Wenders si trasferisce a Parigi e qui lavora come incisore nello studio dell'artista americano Johnny Friedlander. Trascorre intere giornate alla Cinémathèque, vedendo tre o quattro film al giorno e fino a sette nei fine settimana, maturando una cultura cinefila che trasparirà con evidenza nei suoi film.
Inizia a frequentare le lezioni dell'Institut des hautes études cinématographiques (IDHEC) ma la sua domanda di iscrizione verrà respinta per soprannumero..
In seguito torna in Germania, e dal 1967 al 1970 è studente dell'Accademia del cinema di Monaco. Il suo primo corto, Scenari, è del 1967 mentre l'anno successivo realizza Lo stesso giocatore spara di nuovo, Ciak film, diretto insieme a Gerhard Theuring, e Victor I. Sempre nel 1968 inizia a collaborare con la rivista Filmkritk e il quotidiano Süddeutsche Zeitung come critico cinematografico.
Gira altri quattro cortometraggi nel 1969: Alabama 2000 anni luce, che segna l'inizio della collaborazione con Robby Müller per la fotografia, e Tre LP americani, scritto insieme a Peter Handke, scrittore austriaco col quale instaurerà un saldo rapporto di collaborazione e di amicizia. 
Negli anni sessanta e sulla scia della Nouvelle Vague francese, nasce in Germania il movimento del "Junger Deutscher Film" Nuovo cinema tedesco. Tra i suoi rappresentanti, Werner Herzog, Rainer Werner Fassbinder, Edgar Reitz e Alexander Kluge, Wenders occuperà un posto di primo piano.
Nel 1970 il regista gira il suo primo lungometraggio: Estate in città. 
Seguirà La paura del portiere prima del calcio di rigore del 1971, da un romanzo di Peter Handke. L'anno dopo dirige La lettera scarlatta, film ambientato nell'America puritana del XVII secolo.

### La trilogia della strada
Il tema del viaggio è invece al centro di quella che è stata poi definita "la trilogia della strada". Il primo film che compone la trilogia è Alice nelle città del 1973, opera che Wenders ha girato in parte negli Stati Uniti e che racconta l'amicizia tra un giovane reporter e una bambina. L'opera riceve il premio della critica tedesca nel 1974 e, ancora oggi, viene considerato uno dei lavori più riusciti del regista. Gli altri film della trilogia sono Falso movimento e Nel corso del tempo e, come nel precedente, anche in questi due ad interpretare il protagonista è Rüdiger Vogler. Con Nel corso del tempo arrivano per Wenders i primi riconoscimenti internazionali: il Golden Hugo al Chicago Film Festival e il premio FIPRESCI al Festival di Cannes.

### Gli anni negli Stati Uniti e il successo internazionale
Nel 1975 fonda la casa di produzione Road Movies e in seguito dirige L'amico americano, con Bruno Ganz e Dennis Hopper nel ruolo dei due protagonisti. Il film si basa sul romanzo L'amico americano (Ripley's Game) di Patricia Highsmith e attira l'interesse del regista statunitense Francis Ford Coppola, coinvolto nella co-produzione.
Si trasferisce negli USA per circa quattro anni. Durante questo periodo alterna la lavorazione di Lampi sull'acqua - Nick's Movie, film-testamento sull'amico e regista Nicholas Ray, "...uno dei grandi maestri del sogno e del cinema mitopoietico" a una "detective story" Hammett - Indagine a Chinatown, frutto di una tormentata collaborazione con il produttore Francis Ford Coppola.

### Ritorno in Germania
Rientrato in Germania, deluso dal sistema americano di produzione cinematografica, riflette sulla condizione del regista in Lo stato delle cose del 1982. Ambientato in Portogallo e a Los Angeles, viene premiato con il Leone d'Oro al Festival di Venezia.
Lo stato delle cose apre una fase particolarmente felice per Wenders. 
Il festival di Cannes nel 1984 conferisce la Palma d'oro a Paris, Texas, scritto con Sam Shepard, nel 1987 vince il premio come migliore regista per Il cielo sopra Berlino, un viaggio in compagnia di angeli nello spazio di una metropoli luogo emblematico della storia del novecento europeo.
Nel 1989 gli viene conferita una laurea honoris causa della Sorbona di Parigi e una dall'Università cattolica di Louvain-la-Neuve (Belgio) nel 2005. Nel 2010 è stato altresì insignito della laurea honoris causa in Architettura dall'Università di Catania.

### Anni novanta
Nel 1990 compare come protagonista nel videoclip Milano non è l'America della rock-band italiana Timoria. Nel 1991 conclude Fino alla fine del mondo, al quale ha lavorato a più riprese per circa vent'anni e dove il tema del viaggio attraverso i continenti viene recuperato e intrecciato con quello dell'amore e del progresso tecnologico.
Alla colonna sonora del film collaborano artisti come U2, Talking Heads, Lou Reed, Nick Cave e R.E.M., e riceve il premio Friedrich Wilhelm Murnau a Bielefeld.
Nel 1993 Wenders gira il seguito de Il cielo sopra Berlino, Così lontano così vicino. In occasione della celebrazione del centenario del cinema del 1995, insieme a un film per la televisione I fratelli Skladanowsky dirige anche Lisbon Story, di nuovo con Rüdiger Vogler e Patrick Bauchau, omaggio al cinema e alla città di Lisbona.
Insieme a Michelangelo Antonioni dirige nel 1995 Al di là delle nuvole, opera che segue gli sviluppi di quattro storie ambientate rispettivamente a Ferrara, Portofino, Aix-en-Provence e Parigi.
Tra il 1991 e il 1996 Wenders è a capo dell'Accademia europea del cinema, di cui ancora oggi è il presidente, e dal 1993 è professore onorario all'Accademia del cinema di Monaco.

### Anni duemilazero

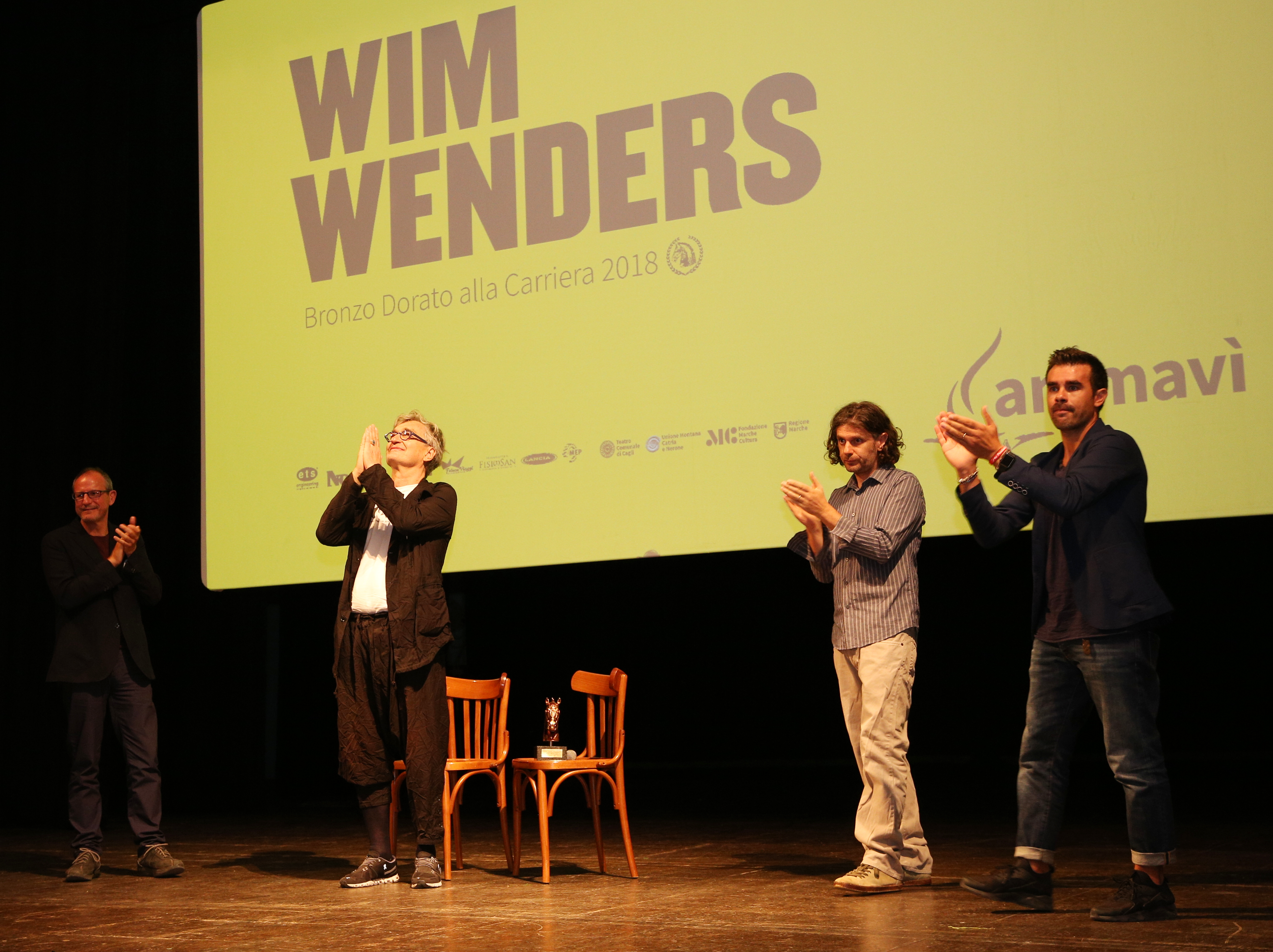
Wim Wenders nel 2018 mentre riceve il Bronzo Dorato alla carriera

Trasferitosi di nuovo negli Stati Uniti, tenta la via della produzione indipendente da cui nascerà Buena Vista Social Club, incontro col musicista Ry Cooder, con Compay Segundo e con altri autori e interpreti della musica cubana; The Million Dollar Hotel, giallo con Milla Jovovich e Mel Gibson che vincerà l'Orso d'argento al Festival di Berlino; La terra dell'abbondanza, girato a Los Angeles, casa del regista tedesco; Non bussare alla mia porta, contraddistinto dalle stesse tematiche di Paris, Texas e più in generale un tributo alla tradizione americana e ai film western. Nel 2008, il film Palermo Shooting, lo porta in Italia, scegliendo come location la Sicilia.
Ha poi contribuito con l'episodio di 24 minuti Invisible Crimes al documentario collettivo Invisibles dell'organizzazione umanitaria Médecins Sans Frontières, presentato a Berlino e a Cannes nel 2007 e ha aderito alla World Cinema Foundation di Martin Scorsese per preservare film poco noti al grande pubblico o comunque di difficile reperibilità e fruizione. Il regista ha anche girato uno spot televisivo per l'UNDP, il programma per lo Sviluppo dell'ONU, con protagonisti le due stelle del calcio Ronaldo e Zidane.

### Anni duemiladieci

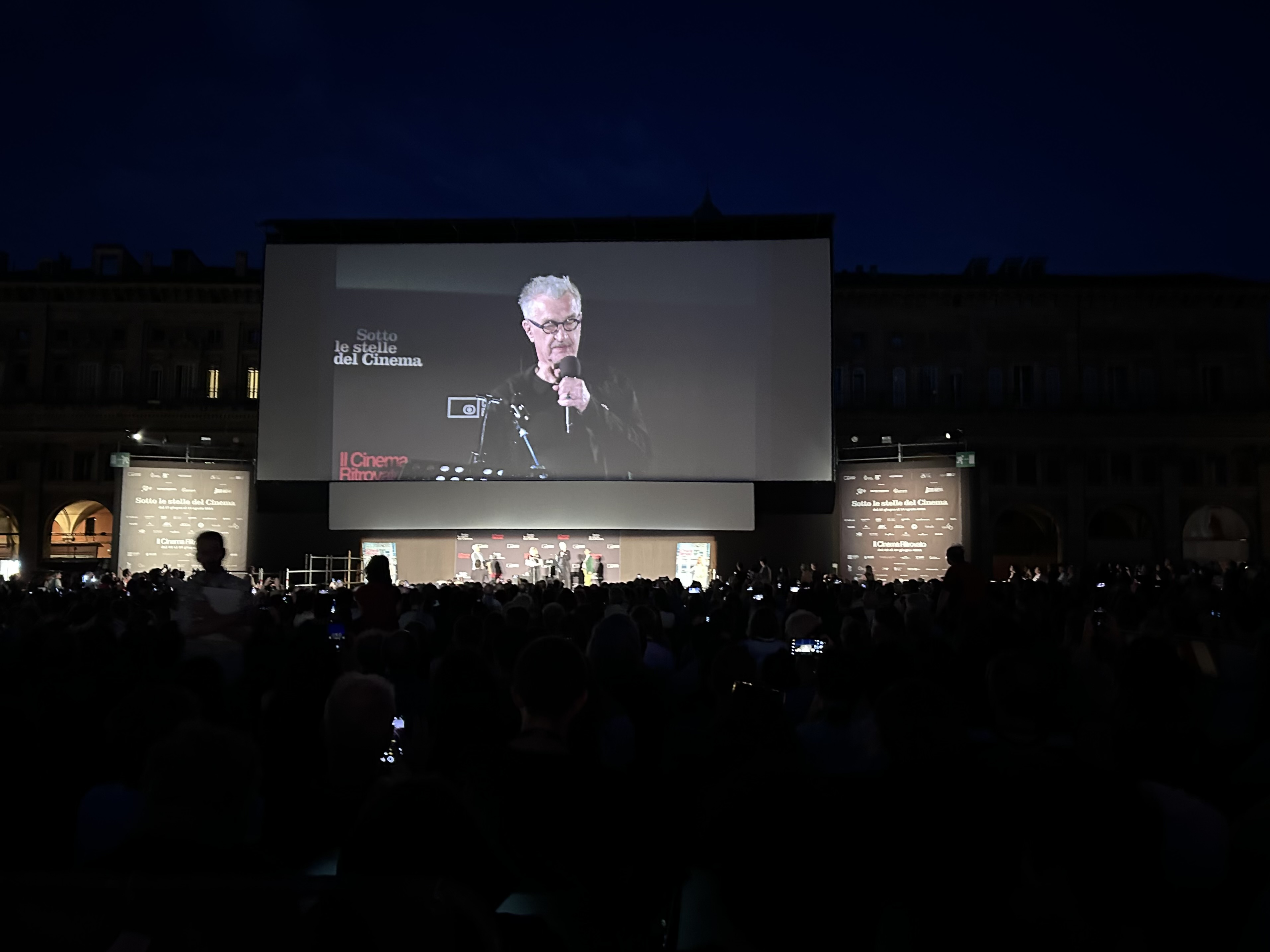
Wim Wenders al Festival Il Cinema Ritrovato di Bologna, nel giugno 2024

In questo periodo realizza inoltre tre documentari: nel 2011 il lungometraggio 3D Pina, tributo alla ballerina Pina Bausch; nel 2014 Il sale della terra, dedicato al fotografo brasiliano Sebastião Salgado; nel 2018 Papa Francesco - Un uomo di parola, documentario sul pontefice. Queste ultime due pellicole, fra l'altro, sono state candidate al premio della Giuria Oeil d'Or per il miglior documentario al Festival di Cannes..

## Filmografia

### Regista

#### Cinema
- Scenari (Schauplätze) - cortometraggio (1967)
- Lo stesso giocatore spara di nuovo (Same Player Shoots Again) - cortometraggio (1968)
- Victor I - cortometraggio (1968)
- Ciak film (Klappenfilm), co-regia con Gerhard Theuring - cortometraggio (1968)
- Città d'argento (Silver City) - cortometraggio (1969)
- Alabama 2000 anni luce (Alabama: 2000 Light Years from Home) - cortometraggio (1969)
- Estate in città (Summer in the city, 1970)
- La paura del portiere prima del calcio di rigore (Die Angst des Tormanns beim Elfmeter, 1972)
- La lettera scarlatta (Der scharlachrote Buchstabe, 1973)
- Alice nelle città (Alice in den Städten, 1973)
- Falso movimento (Falsche Bewegung, 1975)
- Nel corso del tempo (Im Lauf der Zeit, 1976)
- L'amico americano (Der amerikanische Freund, 1977)
- Lampi sull'acqua - Nick's Movie (Lighting over water) - documentario (1980)
- Hammett - Indagine a Chinatown (1982)
- Lo stato delle cose (Der Stand der Dinge, 1982)
- Paris, Texas (1984)
- Docu Drama - documentario (1984)
- Tokyo-Ga - documentario (1985)
- Il cielo sopra Berlino (Der Himmel über Berlin, 1987)
- Appunti di viaggio su moda e città (Aufzeichnungen zu Kleidern und Städten) - documentario (1989)
- Fino alla fine del mondo (Bis ans Ende der Welt, 1991)
- Arisha (Arisha, der Bär und der steinerne Ring) - cortometraggio (1993)
- Così lontano così vicino (In weiter Ferne, so nah!, 1993)
- Lisbon Story (1994)
- Al di là delle nuvole di Michelangelo Antonioni (1995), regia solo di alcune sequenze
- I fratelli Skladanowsky (Die Gebrüder Skladanowsky) - documentario (1995)
- Lumière et compagnie - documentario collettivo (1995)
- Crimini invisibili (The End of Violence, 1997)
- Willie Nelson at the Teatro - documentario (1998)
- Buena Vista Social Club - documentario (1999)
- The Million Dollar Hotel (2000)
- Viel passiert (Viel passiert - Der BAP-Film) - documentario (2002)
- Twelve Miles to Trona, episodio di Ten Minutes Older: The Trumpet (2002)
- Other Side of the Road - cortometraggio (2003)
- La terra dell'abbondanza (Land of Plenty, 2004)
- Non bussare alla mia porta (Don't Come Knocking, 2005)
- Guerra in tempo di pace (War in Peace), episodio di Chacun son cinéma - A ciascuno il suo cinema (Chacun son cinéma, 2007)
- Invisibles Crimes - episodio di Invisibles, documentario (2007)
- Palermo Shooting (2008)
- Person to Person, episodio di 8 (2008)
- Il volo - cortometraggio (2009)
- If Buildings Could Talk - cortometraggio (2010)
- Pina - documentario (2011)
- Ver ou Não Ver, episodio di Mundo Invisível (2012)
- Il sale della terra (The Salt of the Earth) - co-regia con Juliano Ribeiro Salgado - documentario (2014)
- Ritorno alla vita (Every Thing Will Be Fine, 2015)
- Vai Paparazzo! - cortometraggio (2015)
- I bei giorni di Aranjuez (Les Beaux Jours d'Aranjuez, 2016)
- Submergence (2017)
- Papa Francesco - Un uomo di parola (Pope Francis - A Man of his Word) - documentario (2018)
- Anselm (Anselm - Das Rauschen der Zeit) - documentario (2023)
- Perfect Days (2023)

#### Televisione
- Film sulla polizia (Polizeifilm) - cortometraggio TV (1969)
- Tre LP americani (Drei Amerikanische LP's) - cortometraggio TV (1969)
- Ein Haus für uns - Jugenderholungsheim - serie TV, episodi 1x9-1x10 (1977)
- Reverse Angle (Reverse Angle: Ein Brief aus New York) - cortometraggio TV (1982)
- Chambre 666 - mediometraggio TV (1982)
- Night and Day, episodio di Red Hot and Blue - film TV (1990)
- Un matin partout dans le monde - cortometraggio TV (2000)
- The Blues - serie TV documentario, episodio 1x02 (2003)
- Cathedrals of Culture - serie TV documentario, episodio 1x1 (2014)

#### Video musicali
- U2 Night and Day (1990)
- U2 Stay (Faraway, So Close!) (1993)

### Sceneggiatore

#### Cinema
- Scenari (Schauplätze), regia di Wim Wenders - cortometraggio (1967)
- Lo stesso giocatore spara di nuovo (Same Player Shoots Again), regia di Wim Wenders - cortometraggio (1968)
- Città d'argento (Silver City), regia di Wim Wenders - cortometraggio (1969)
- Alabama 2000 anni luce (Alabama: 2000 Light Years from Home), regia di Wim Wenders - cortometraggio (1969)
- Estate in città (Summer in the city), regia di Wim Wenders (1970)
- La paura del portiere prima del calcio di rigore (Die Angst des Tormanns beim Elfmeter), regia di Wim Wenders (1972)
- La lettera scarlatta (Der Scharlachrote Buchstabe), regia di Wim Wenders (1973)
- Alice nelle città (Alice in den Städten), regia di Wim Wenders (1973)
- Nel corso del tempo (Im Lauf der Zeit), regia di Wim Wenders (1976)
- L'amico americano (Der amerikanische Freund), regia di Wim Wenders (1977)
- Lampi sull'acqua - Nick's Movie (Lighting over water), regia di Wim Wenders - documentario (1980)
- Lo stato delle cose (Der Stand der Dinge), regia di Wim Wenders (1982)
- Paris, Texas (Paris, Texas), regia di Wim Wenders (1984)
- Tokyo-Ga, regia di Wim Wenders - documentario (1985)
- Il cielo sopra Berlino (Der Himmel über Berlin), regia di Wim Wenders (1987)
- Appunti di viaggio su moda e città (Aufzeichnungen zu Kleidern und Städten), regia di Wim Wenders - documentario (1989)
- Fino alla fine del mondo (Bis ans Ende der Welt), regia di Wim Wenders (1991)
- Così lontano così vicino (In weiter Ferne, so nah!), regia di Wim Wenders (1993)
- Arisha (Arisha, der Bär und der steinerne Ring), regia di Wim Wenders - cortometraggio (1993)
- Lisbon Story, regia di Wim Wenders (1994)
- Al di là delle nuvole, regia di Wim Wenders e Michelangelo Antonioni (1995)
- I fratelli Skladanowsky (Die Gebrüder Skladanowsky), regia di Wim Wenders - documentario (1995)
- Crimini invisibili (The End of Violence), regia di Wim Wenders (1997)
- City of Angels - La città degli angeli (City of Angels), regia di Brad Silberling (1998)
- Willie Nelson at the Teatro, regia di Wim Wenders - documentario (1998)
- Buena Vista Social Club, regia di Wim Wenders - documentario (1999)
- Twelve Miles to Trona, episodio del film Ten Minutes Older: The Trumpet, regia di Wim Wenders (2002)
- Viel passier (Viel passiert - Der BAP-Film), regia di Wim Wenders - documentario (2002)
- L'anima di un uomo (The Soul of a Man), regia di Wim Wenders - documentario (2003)
- La terra dell'abbondanza, regia di Wim Wenders (Land of Plenty) (2004)
- Non bussare alla mia porta, regia di Wim Wenders (Don't Come Knocking) (2005)
- Invisible Crimes, episodio di Invisibles, regia di Wim Wenders - documentario (2007)
- Palermo Shooting, regia di Wim Wenders (2008)
- Person to Person, episodio del film 8, regia di Wim Wenders (2008)
- If Buildings Could Talk - cortometraggio (2010)
- Pina, regia di Wim Wenders - documentario (2011)
- Ver ou Não Ver, episodio del film Mundo Invisível, regia di Wim Wenders (2012)
- Il sale della terra (The Salt of the Earth), regia di Wim Wenders e Juliano Ribeiro Salgado - documentario (2014)
- Papa Francesco - Un uomo di parola (Pope Francis - A Man of his Word), regia di Wim Wenders - documentario (2018)
- Perfect Days, regia di Wim Wenders (2023)

#### Televisione
- Film sulla polizia (Polizeifilm) - cortometraggio TV (1969)
- Chambre 666, regia di Wim Wenders - film TV (1982)
- The Blues - serie TV documentario, episodio 1x2 (2003)

### Produttore

#### Cinema
- Scenari (Schauplätze), regia di Wim Wenders - cortometraggio (1967)
- Lo stesso giocatore spara di nuovo (Same Player Shoots Again), regia di Wim Wenders - cortometraggio (1968)
- Ciak film (Klappenfilm), regia di Wim Wenders e Gerhard Theuring - cortometraggio (1968)
- Città d'argento (Silver City), regia di Wim Wenders - cortometraggio (1969)
- Estate in città (Summer in the city), regia di Wim Wenders (1970)
- Ein bißchen Liebe, regia di Veith von Fürstenberg (1974)
- Nel corso del tempo (Im Lauf der Zeit), regia di Wim Wenders (1976)
- L'amico americano (Der amerikanische Freund) (1977)
- La donna mancina (Die linkshändige Frau), regia di Peter Handke (1978)
- Radio On, regia di Christopher Petit (1979) - produttore associato
- ...als Diesel geboren, regia di Peter Przygodda, Bráulio Tavares - documentario (1979)
- Lampi sull'acqua - Nick's Movie (Lighting over water), regia di Wim Wenders - documentario (1980)
- Tokyo-Ga, regia di Wim Wenders - documentario (1985)
- Yer demir gök bakir, regia di Zülfü Livaneli (1987)
- Il cielo sopra Berlino (Der Himmel über Berlin), regia di Wim Wenders (1987)
- Appunti di viaggio su moda e città (Aufzeichnungen zu Kleidern und Städten), regia di Wim Wenders - documentario (1989)
- Dream Island, regia di Sean Naughton (1991)
- L'absence, regia di Peter Handke (1992)
- Così lontano così vicino (In weiter Ferne, so nah!), regia di Wim Wenders (1993)
- Arisha (Arisha, der Bär und der steinerne Ring), regia di Wim Wenders - cortometraggio (1993)
- Lisbon Story, regia di Wim Wenders (1994)
- Go for Gold!, regia di Lucian Segura (1997)
- Crimini invisibili (The End of Violence), regia di Wim Wenders (1997)
- The Million Dollar Hotel, regia di Wim Wenders (2000)
- Halbe Miete, regia di Marc Ottiker (2002)
- Junimond, regia di Hanno Hackfort (2002)
- Narren, regia di Tom Schreiber (2003)
- Egoshooter, regia di Christian Becker e Oliver Schwabe (2004)
- Palermo Shooting, regia di Wim Wenders (2008)
- Pina, regia di Wim Wenders - documentario (2011)
- Papa Francesco - Un uomo di parola (Pope Francis - A Man of his Word), regia di Wim Wenders - documentario (2018)
- Perfect Days, regia di Wim Wenders (2023)
- Una sterminata domenica, regia di Alain Parroni (2023)

### Produttore esecutivo

#### Cinema
- La torcedura, regia di Pascal Leister - cortometraggio (2004)
- Musica Cubana, regia di German Kral - documentario (2004)
- Non bussare alla mia porta (Don't Come Knocking), regia di Wim Wenders (2005) - non accreditato
- The House Is Burning, regia di Holger Ernst (2006)
- Kurôn wa kokyô wo mezasu, regia di Kanji Nakajima (2008)
- Open Road - La strada per ricominciare (The Open Road), regia di Michael Meredith (2009)
- Yi ye Taibei, regia di Arvin Chen (2010)
- Sing Me the Songs That Say I Love You: A Concert for Kate McGarrigle, regia di Lian Lunson - documentario (2012)
- Il sale della terra (The Salt of the Earth), regia di Wim Wenders e Juliano Ribeiro Salgado - documentario (2014)
- Return to Timbuktu, regia di Michael Meredith (2015)

#### Televisione
- Cathedrals of Culture - serie TV documentario, 6 episodi (2014)

### Attore

#### Cinema
- Liebe und so weiter, regia di George Moorse (1968)
- Candy Man, regia di Ingemo Engström - cortometraggio (1968)
- Estate in città (Summer in the city), regia di Wim Wenders (1970) - non accreditato
- La paura del portiere prima del calcio di rigore (Die Angst des Tormanns beim Elfmeter) (1972)
- Alice nelle città (Alice in den Städten), regia di Wim Wenders (1973) - non accreditato
- Nel corso del tempo (Im Lauf der Zeit), regia di Wim Wenders (1976)
- L'amico americano (Der amerikanische Freund), regia di Wim Wenders (1977) - non accreditato
- Long Shot, regia di Maurice Hatton (1978)
- Lo stato delle cose (Der Stand der Dinge), regia di Wim Wenders (1982) - non accreditato
- Tausend Augen, regia di Hans-Christoph Blumenberg (1984)
- Paris Texas, regia di Wim Wenders (1984)
- King Kongs Faust, regia di Heiner Stadler (1985)
- Napoli-Berlino - Un taxi nella notte (Helsinki Napoli All Night Long), regia di Mika Kaurismäki (1987)
- Dream Island, regia di Sean Naughton (1991)
- Arisha (Arisha, der Bär und der steinerne Ring), regia di Wim Wenders - cortometraggio (1993)
- Ohne mich, regia di Dani Levy - cortometraggio (1993)
- I fratelli Skladanowsky (Die Gebrüder Skladanowsky), regia di Wim Wenders - documentario (1995)
- Tango Berlin, regia di Florian Gallenberger e German Kral (1997)
- The Million Dollar Hotel, regia di Wim Wenders (2000)
- Twelve Miles to Trona, episodio di Ten Minutes Older: The Trumpet, regia di Wim Wenders (2002)
- La torcedura, regia di Pascal Leister - cortometraggio (2004)
- Cronología, regia di Rosana Cuellar - cortometraggio (2010)
- Snowblind, regia di Kilian Manning (2010)
- HH, Hitler à Hollywood, regia di Frédéric Sojcher (2010)
- Zwischen den Zeiten, regia di Jan Eichberg - cortometraggio (2011)
- Zeroville, regia di James Franco  (2019)

#### Televisione
- Ein Haus für uns - Jugenderholungsheim - serie TV, episodio 1x10 (1977)
- Ohne Mich, episodio di Neues Deutschland, regia di Philip Gröning, Uwe Janson, Gerd Kroske, Dani Levy e Maris Pfeiffer - film TV (1993)

### Montatore

#### Cinema
- Scenari (Schauplätze), regia di Wim Wenders - cortometraggio (1967)
- Lo stesso giocatore spara di nuovo (Same Player Shoots Again), regia di Wim Wenders - cortometraggio (1968)
- Città d'argento (Silver City), regia di Wim Wenders - cortometraggio (1969)
- Alabama 2000 anni luce (Alabama: 2000 Light Years from Home), regia di Wim Wenders - cortometraggio (1969)
- Lampi sull'acqua - Nick's Movie (Lighting over water), regia di Wim Wenders - documentario (1980)
- Tokyo-Ga, regia di Wim Wenders - documentario (1985)

#### Televisione
- Film sulla polizia (Polizeifilm), regia di Wim Wenders - cortometraggio TV (1969)
- Tre LP americani (Drei Amerikanische LP's), regia di Wim Wenders - cortometraggio TV (1969)

### Fotografo

#### Cinema
- Scenari (Schauplätze), regia di Wim Wenders - cortometraggio (1967)
- Lo stesso giocatore spara di nuovo (Same Player Shoots Again), regia di Wim Wenders - cortometraggio (1968)
- Città d'argento (Silver City), regia di Wim Wenders - cortometraggio (1969)
- Amon Düül II spielt Phallus Dei, regia di Rüdiger Nüchtern - documentario - cortometraggio (1969)
- Ten Years After, regia di Matthias Weiss - documentario (1969)
- Appunti di viaggio su moda e città (Aufzeichnungen zu Kleidern und Städten), regia di Wim Wenders - documentario (1989)

#### Televisione
- Film sulla polizia (Polizeifilm), regia di Wim Wenders - cortometraggio TV (1969)

## Libri
- L'idea di partenza, Firenze, Liberoscambio, 1983.
- Giovanni Spagnoletti e Michael Töteberg (a cura di), Stanotte vorrei parlare con l'angelo. Scritti 1968-1988, Milano, Ubulibri, 1989, ISBN 978-8877480903.
- L'atto di vedere - The Act of Seeing, Milano, Ubulibri, 1992.

## Riconoscimenti
- Premio Oscar
  - 2000 – Candidatura al miglior documentario per Buena Vista Social Club
  - 2012 – Candidatura al miglior documentario per Pina
  - 2015 – Candidatura al miglior documentario per Il sale della terra
  - 2024 - Candidatura al miglior film in lingua straniera per Perfect Days
- Animavì - Cinema d'Animazione e Arte Poetica
  - 2018 – Bronzo dorato alla carriera
- David di Donatello
  - 1985 – Premio David René Clair per Paris, Texas
  - 1985 – Candidatura al miglior film straniero per Paris, Texas
  - 2015 - Candidatura al miglior film straniero per Il sale della terra
- European Film Awards
  - 1988 – Miglior regista per Il cielo sopra Berlino
  - 1988 – Candidatura al miglior film per Il cielo sopra Berlino
  - 1999 – Miglior documentario per Buena Vista Social Club
  - 2005 – Candidatura al miglior regista per Non bussare alla mia porta
  - 2011 – Miglior documentario per Pina
- Festival di Berlino
  - 2000 – Orso d'argento, gran premio della giuria per The Million Dollar Hotel
  - 2000 – Candidatura all'Orso d'oro per The Million Dollar Hotel
  - 2015 – Orso d'oro alla carriera
- Festival di Cannes
  - 1976 – Premio FIPRESCI per Nel corso del tempo
  - 1976 – Candidatura alla Palma d'oro per Nel corso del tempo
  - 1977 – Candidatura alla Palma d'oro per L'amico americano
  - 1982 – Candidatura alla Palma d'oro per Hammett - Indagine a Chinatown
  - 1984 – Palma d'oro per Paris, Texas
  - 1984 – Premio FIPRESCI (ex aequo con Memórias do cárcere di Nelson Pereira dos Santos e Viaggio a Cytera (Taxidi sta Kythira) di Theodoros Angelopoulos) per Paris, Texas
  - 1984 – Premio della giuria ecumenica per Paris, Texas
  - 1987 – Premio per la migliore regia per Il cielo sopra Berlino
  - 1987 – Candidatura come Palma d'oro per Il cielo sopra Berlino
  - 1993 – Grand Prix Speciale della Giuria per Così lontano così vicino!
  - 1993 – Candidatura alla Palma d'oro per Così lontano così vicino!
  - 1997 – Candidatura alla Palma d'oro per Crimini invisibili
  - 2005 – Candidatura alla Palma d'oro per Non bussare alla mia porta
  - 2008 – Candidatura alla Palma d'oro per Palermo Shooting
  - 2014 – Premio della Giuria Ecumenica – Menzione Speciale (ex aequo con Hermosa juventud di Jaime Rosales) condiviso con Juliano Ribeiro Salgado per Il sale della terra
  - 2014 – Un Certain Regard – Menzione Speciale condiviso con Juliano Ribeiro Salgado per Il sale della terra
  - 2014 – Candidatura a Un Certain Regard condiviso con Juliano Ribeiro Salgado per Il sale della terra
  - 2023 — Premio della giuria ecumenica per Perfect Days
  - 2023 — Candidatura alla Palma d'oro per Perfect Days
- Festival di Venezia
  - 1972 – Premio FIPRESCI per La paura del portiere prima del calcio di rigore
  - 1982 – Leone d'oro al miglior film per Lo stato delle cose
  - 1982 – Premio FIPRESCI per Lo stato delle cose
  - 1995 – Premio FIPRESCI condiviso con Michelangelo Antonioni per Al di là delle nuvole
  - 2004 – Premio UNESCO per La terra dell'abbondanza
  - 2004 – Premio Robert Bresson
  - 2004 – Candidatura come Leone d'oro al miglior film per La terra dell'abbondanza
  - 2016 – Candidatura come Leone d'oro al miglior film per I bei giorni di Aranjuez
- Independent Spirit Awards
  - 1989 – Miglior film straniero per Il cielo sopra Berlino (Germania Ovest)
  - 1998 – Candidatura come Miglior regista per Crimini invisibili
  - 2015 – Candidatura come Miglior documentario per Il sale della terra
- Locarno Film Festival
  - 2005 – Pardo d'onore
- Premio BAFTA
  - 1985 – Miglior regista per Paris, Texas
  - 1989 – Candidatura come Miglior film non in lingua inglese condiviso con Anatole Dauman per Il cielo sopra Berlino
  - 2000 – Candidatura come Miglior film non in lingua inglese condiviso con Ulrich Felsberg e Deepak Nayar per Buena Vista Social Club
  - 2012 – Candidatura come Miglior film non in lingua inglese condiviso con Gian-Piero Ringel per Pina
- Premio César
  - 1978 – Candidatura come Miglior film straniero per Il cielo sopra Berlino
  - 1985 – Candidatura come Miglior film straniero per Paris, Texas
  - 1988 – Candidatura come Miglior film straniero per L'amico americano
  - 2015 – Miglior documentario condiviso con Juliano Ribeiro Salgado e David Rosier per Il sale della terra
  - 2024 – Candidatura come miglior film straniero per Perfect Days